# Ẩm thực Latvia
Ẩm thực Latvia điển hình bao gồm các sản phẩm nông nghiệp, nơi thịt có mặt trong hầu hết các món chính trong bữa ăn. Cá thường được tiêu thụ do Latvia nằm ở bờ đông của Biển Baltic.
Ẩm thực Latvia có ảnh hưởng từ các quốc gia tại rìa Baltic. Các nguyên liệu phổ biến trong công thức nấu ăn của Latvia có thể được tìm thấy tại địa phương, như là khoai tây, lúa mì, đại mạch, bắp cải, hành tây, trứng và thịt lợn. Ẩm thực Latvia thay đổi theo mùa - do có bốn mùa rõ rệt trong năm tại khí hậu Latvia, mỗi thời điểm trong năm có những sản phẩm và mùi vị riêng biệt. Đồ ăn Latvia nói chung khá béo, và sử dụng ít gia vị.

## Các bữa ăn
Hiện nay người Latvia thường ăn ba bữa một ngày. Bữa sáng thường nhẹ và bao gồm bánh kẹp hoặc trứng ốp, với một đồ uống, thường là sữa. Bữa trưa thường từ giữa trưa đến 3 giờ chiều và thuờgn là bữa chính trong ngày; vì vậy nó thường gồm nhiều loại thức ăn; và thường có cả súp làm món khai vị và một món tráng miệng. Bữa tối là bữa cuối trong ngày, một số người coi nó là bữa lớn. Việc tiêu thụ đồ chế biến sẵn hoặc đồ đông lạnh hiện nay cũng phổ biến.

## Thực phẩm và món ăn phổ biến
Thức uống có cồn phổ biến nhất là bia. Một loại đồ uống có cồn quốc gia là Balsam Đen Riga.

### Sản phẩm từ sữa

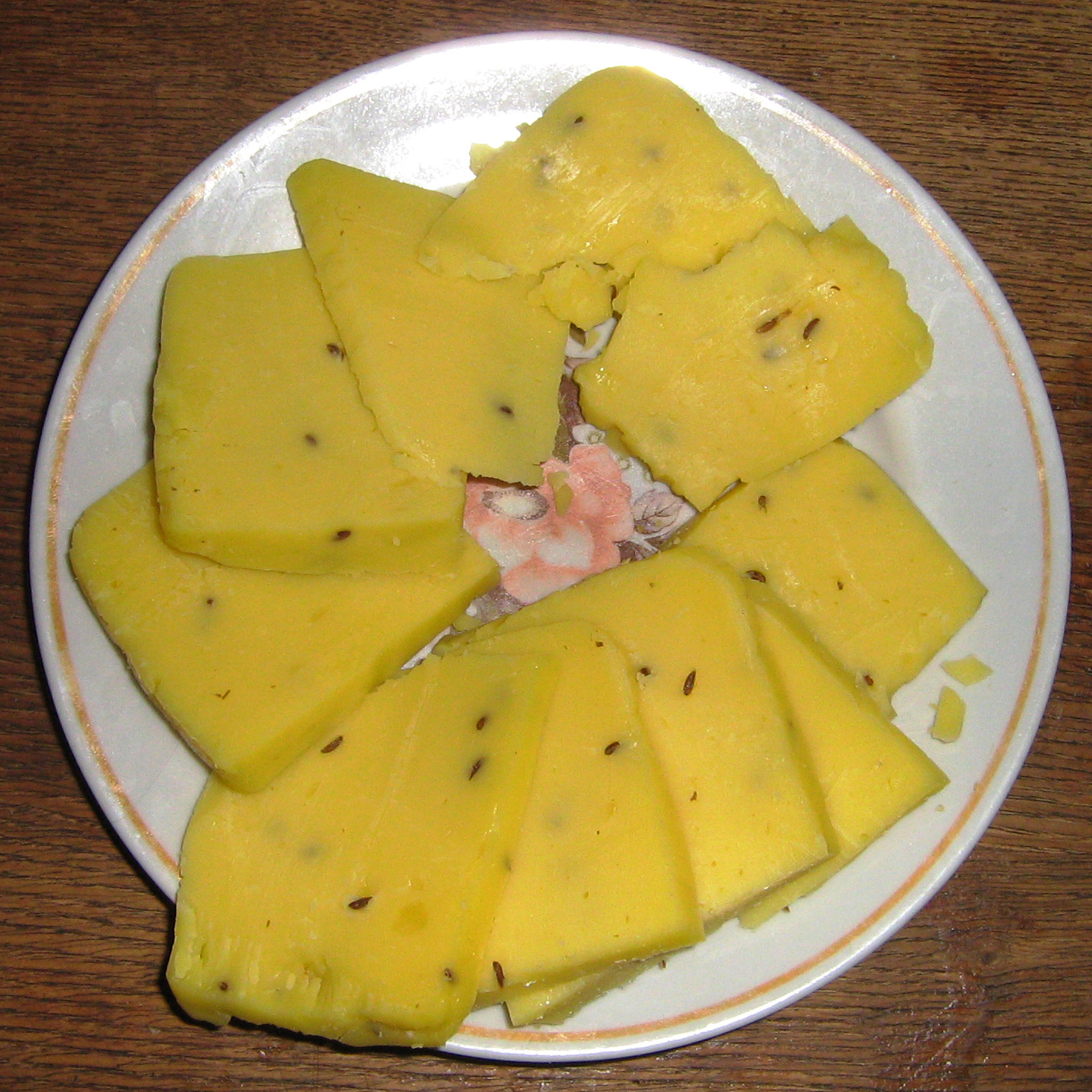
Pho mát carum carvi theo truyền thống được dùng vào dịp lễ hội Jāņi của Latvia.

Latvia có nhiều sản phẩm từ sữa hơn các quốc gia phương Tây khác. Biezpiens (pho mát cottage), skābais krējums (kem chua), rūgušpiens (sữa được làm chua) và nhiều loại pho mát với các hương vị khác nhau. Có một loại pho mát khác giống như gouda hun khói, nhưng mềm hơn, là loại rẻ nhất. Có nhiều vị khác nhau để mua trong hầu hết các cửa hàng tạp hóa. Một đặc sản của Latvia là biezpiena sieriņš, nó là pho mát cottage nén với vị ngọt (nhà sản xuất nổi tiếng nhất là Kārums và Baltais). Một loại pho mát Latvia truyền thống là Jāņu siers (pho mát carum carvi); theo truyền thống nó được dùng vào dịp lễ Jāņi hoặc giữa mùa hè.

### Súp
Súp thường đượng làm từ rau với nước dùng hoặc sữa. Mì nước, súp củ cải đường, súp chúp chít và súp tầm ma cũng được người Latvia tiêu thụ. Một món tráng miệng Latvia truyền thống là maizes zupa (nghĩa là "súp bánh mì"), là một loại súp làm từ bánh mì lúa mạch đen, kem đánh và hoa quả.

### Bánh mì

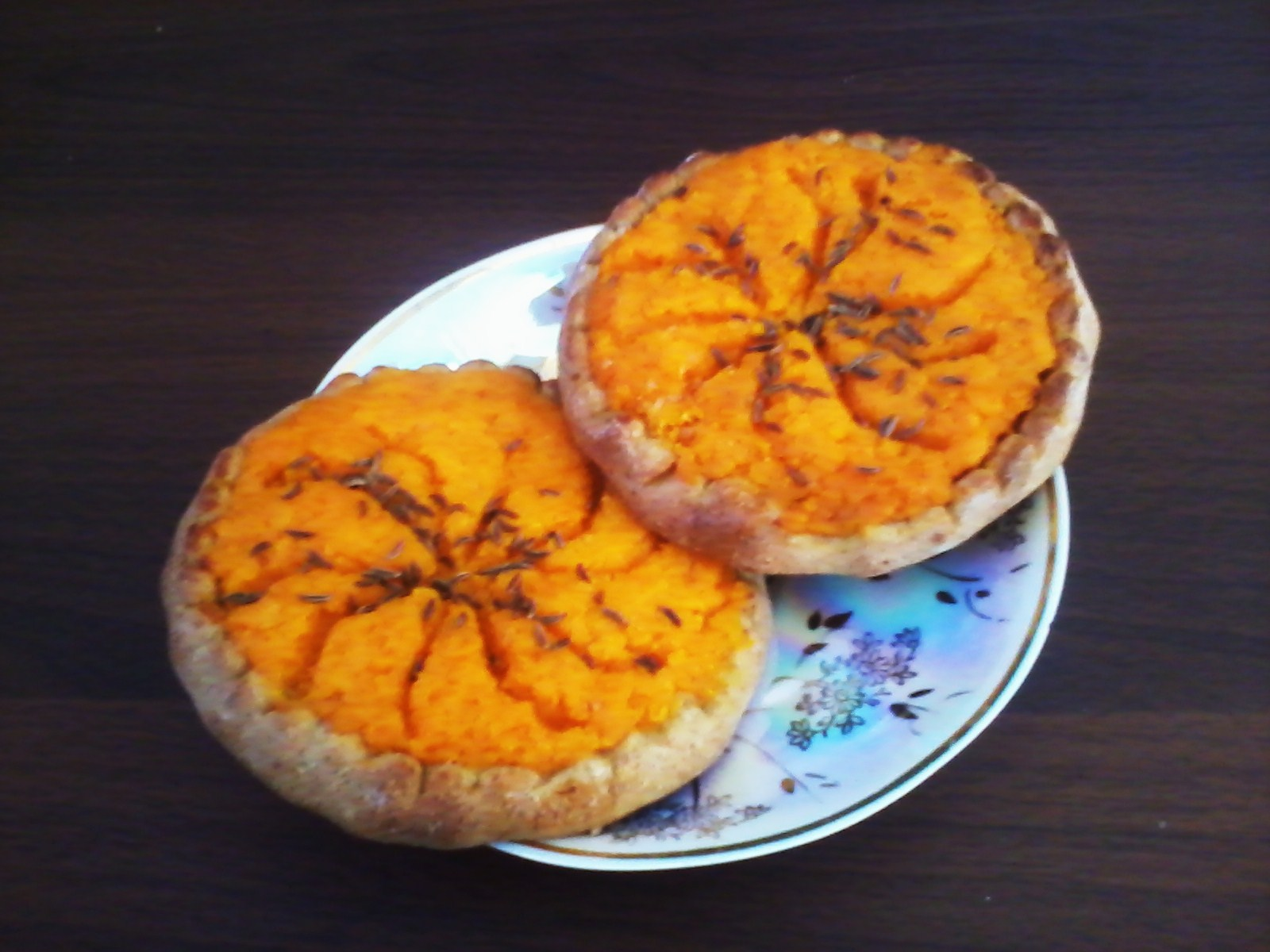
Sklandrausis

Rupjmaize là một loại bánh mì tối màu làm từ lúa mạch đen, và được coi là một loại thực phẩm thiết yếu.
Pīrādziņi là loại bánh nhồi với thịt muối và hành tây. Kliņģeris là một loại bánh mì ngọt hình bánh quy xoắn thường được dùng làm món tráng miệng vào các dịp đặc biệt, như là ngày đặt tên. Sklandrausis (hoặc sklandu rausis) là một món truyền thống trong ẩm thực Latvia mà có nguồn gốc từ người Livonia; nó là một loại bánh pie ngọt, làm từ bột lúa mạch đen nhào nhồi với khoai tây và cà rốt và nêm với carum carvi.

### Nấm
Latvia có các truyền thống cổ liên quan đến nấm ăn được. Hái nấm dại rất phổ biến vào mùa thu. Chế biến nấm theo kiểu truyền thống và hiện đại đều rất phổ biến. Có khoảng 4100 loại nấm tại Latvia, 1100 trong đó là nấm cúp. Khoảng ¼ trong đó ăn được. Các loại nấm ăn được phổ biến nhất là nấm gan bò và cantharellus.

## Hình ảnh

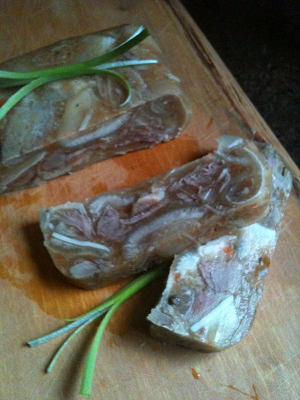
Giò thủ
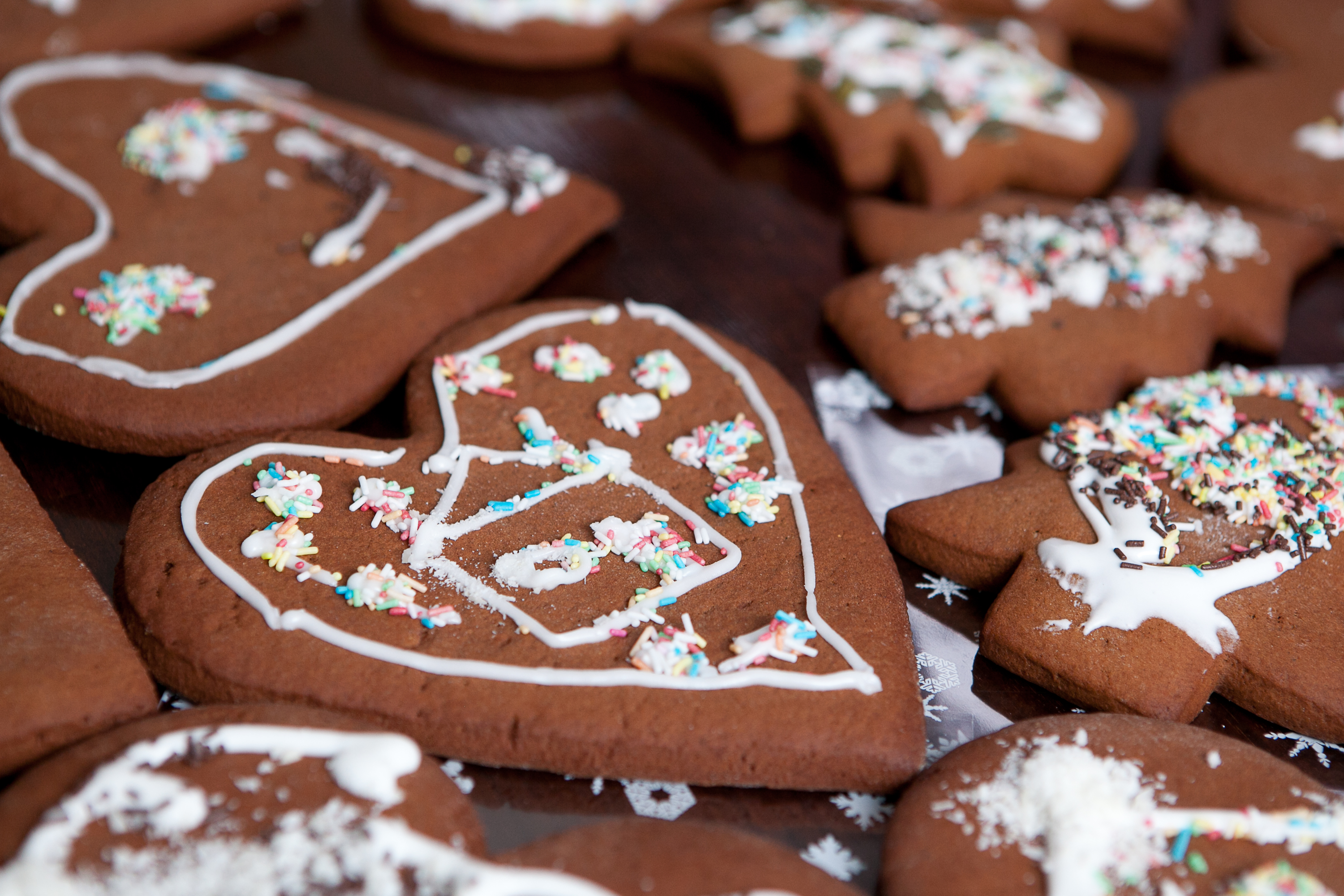
Bánh mì gừng Latvia
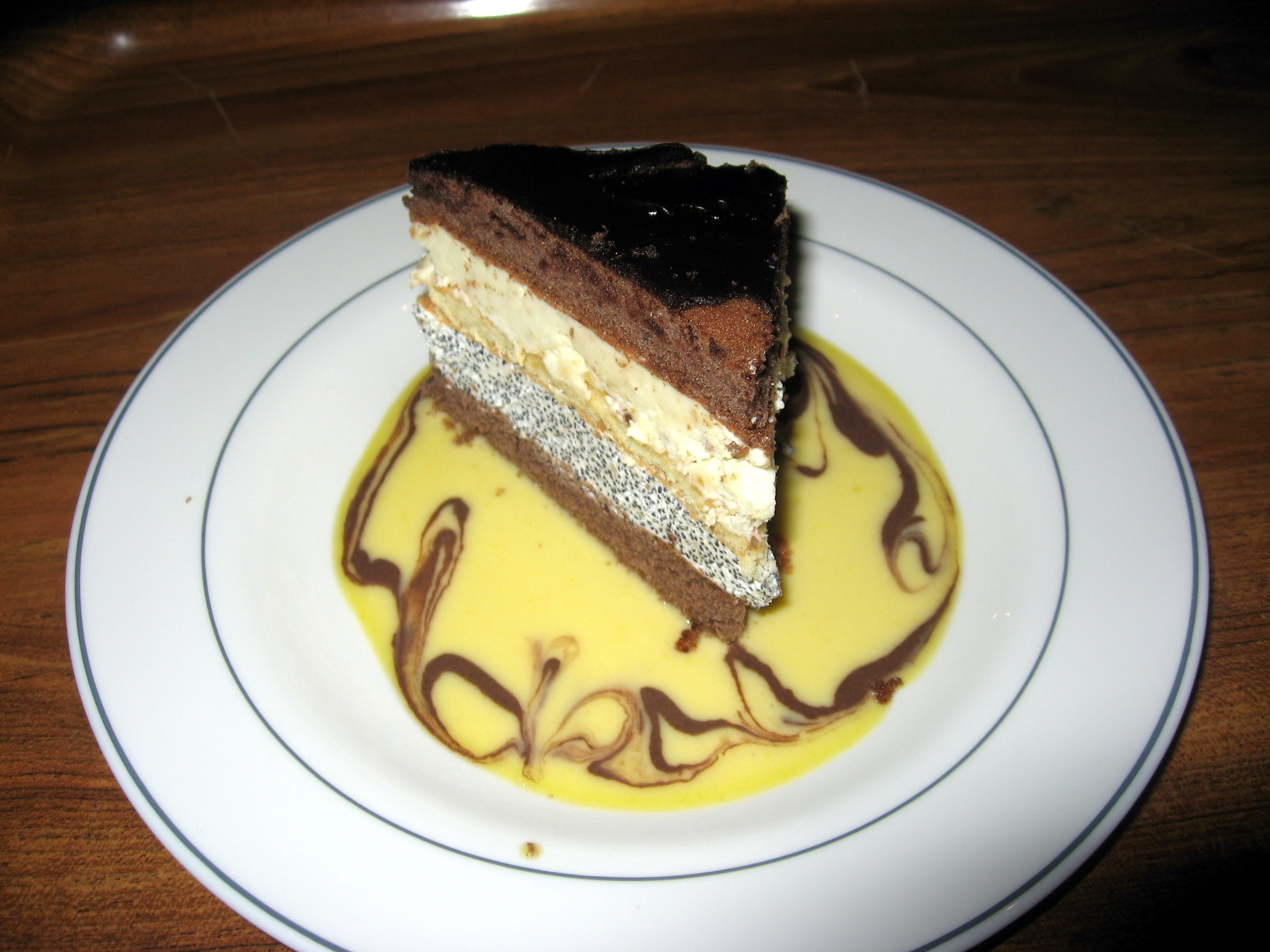
Bánh
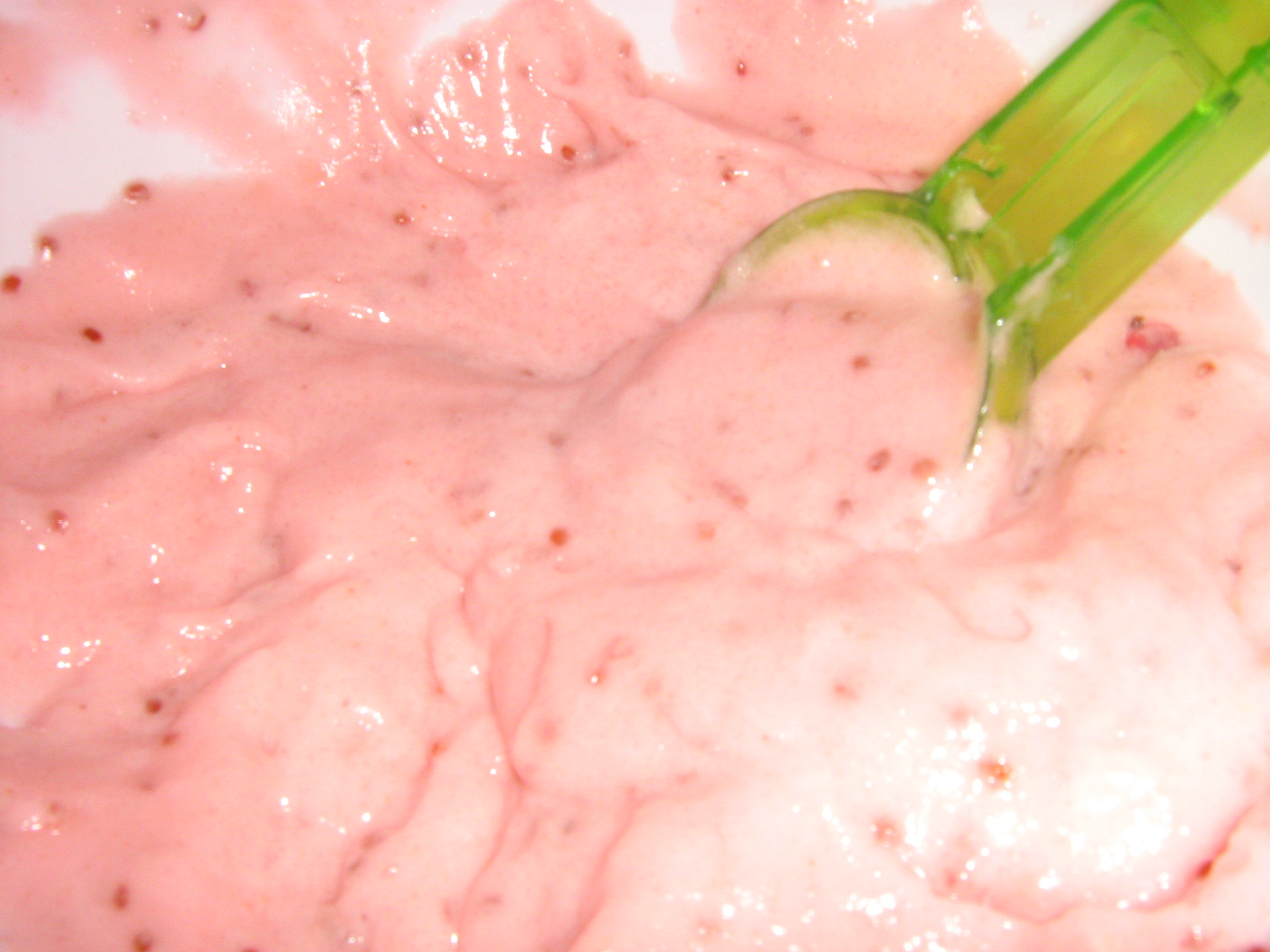
Mousse lý chua đỏ semolina
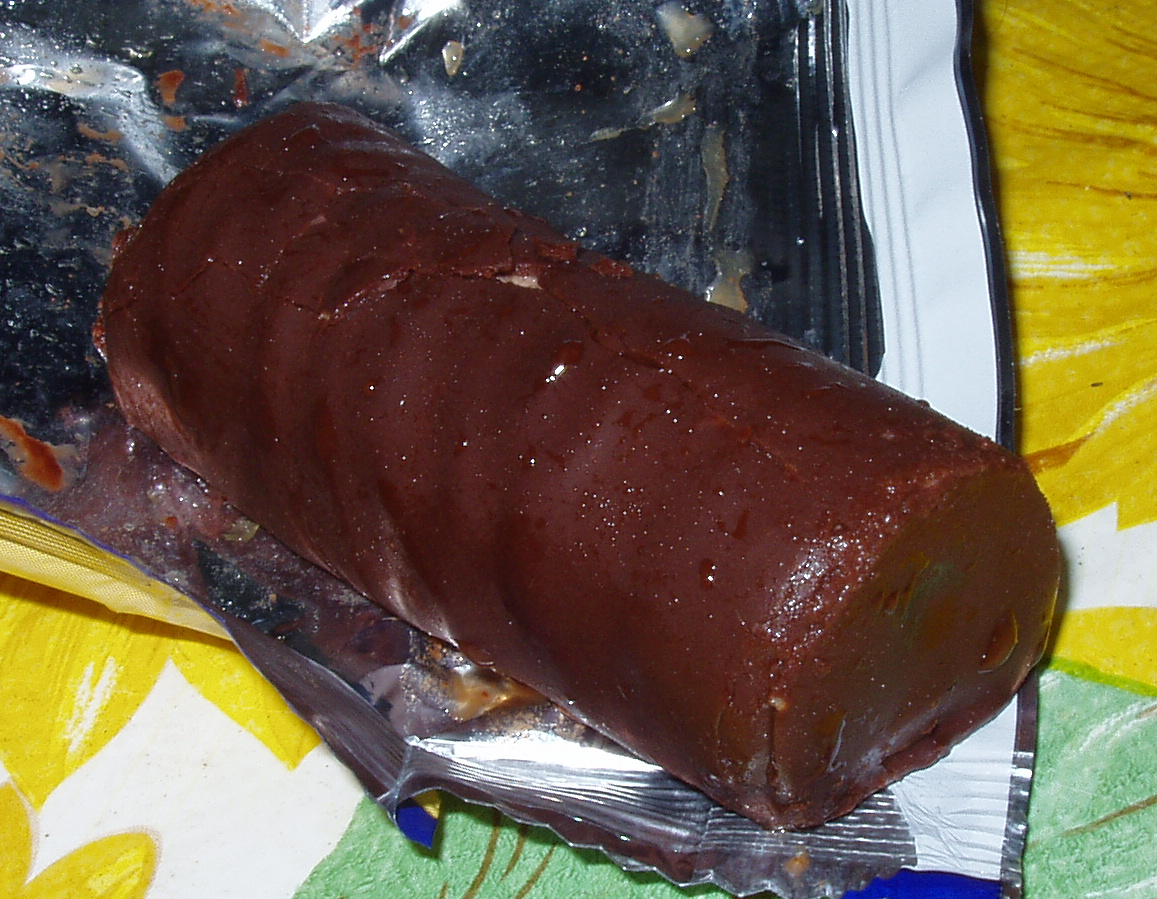
Snack sữa đông
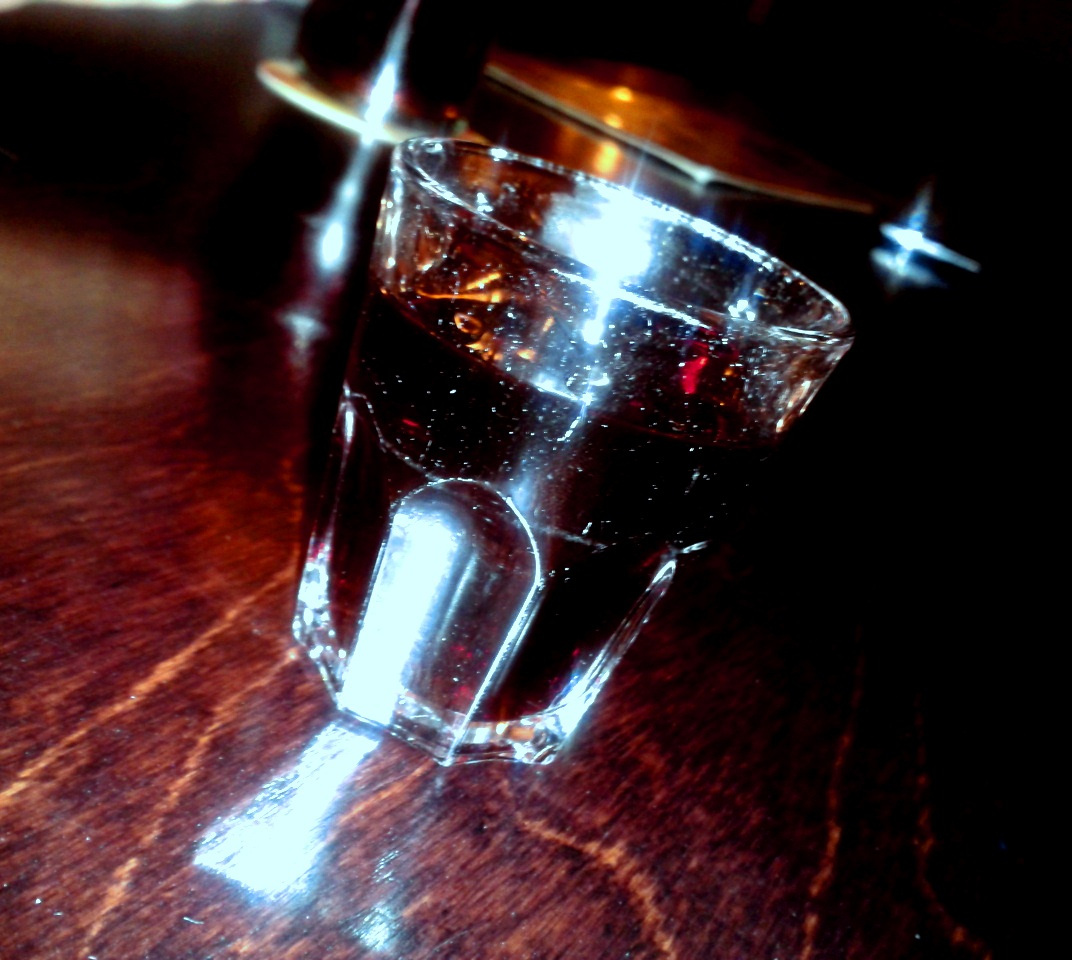
Balsam Đen Riga